# Тедди Харт
Эдвард Эллсворт А́ннис (англ. Edward Ellsworth Annis, род. 2 февраля 1980, Калгари, Альберта) — канадский рестлер, более известный под именем Тедди Харт (англ. Teddy Hart). В настоящее время он выступает на независимой сцене. На национальном уровне он выступал в Major League Wrestling (MLW) в качестве лидера «Основания Хартов», где он был чемпионом мира MLW в полутяжёлом весе и командным чемпионом MLW. Он также выступал в AAA, недолго просуществовавшей Wrestling Society X, Jersey All Pro Wrestling и Dragon Gate USA. Он руководит школой рестлинга в Эдмонтоне. Он сын Джорджии Харт из рестлинг-семьи Хартов и рестлера Би Джей Анниса. Харт достиг ранней славы, став самым молодым рестлером, который подписал контракт с World Wrestling Federation (ныне WWE). Его последующее увольнение, противоречивые действия во время рестлинга на независимой сцене и различные проблемы с законом принесли ему плохую репутацию.
За пределами ринга Аннис был наставником нескольких молодых рестлеров и тренером в школах рестлинга. Среди его учеников Джек Эванс, Пити Уилсон и его младший двоюродный брат Мэтт Харт. Аннис также является любителем кошек и разводит персидских кошек, которых он иногда использовал в сюжетных линиях и брал с собой на матчи.

## Ранняя жизнь
Аннис — самый старший внук Стю и Хелен Харт по мужской линии и второй по старшинству. Его мать имеет греческое происхождение через бабушку по материнской линии и ирландское через деда по материнской линии. Его дед по материнской линии был шотландско-ирландского, английского и шотландского происхождения. По отцовской линии он частично итальянец.
Аннис вырос с тремя братьями и сестрами, двух сестер зовут Энни и Анжела, а также младшим братом по имени Мэтью, который умер от некротизирующего фасциита в 1996 году. Аннис является двоюродным братом рестлеров Натальи Нейдхарт, Майка Харта, Мэтта Харта, Гарри Смита, Брюса Харта-младшего и Торрина Харта, а также Линдси Харт и Джорджии Смит.

## Личная жизнь

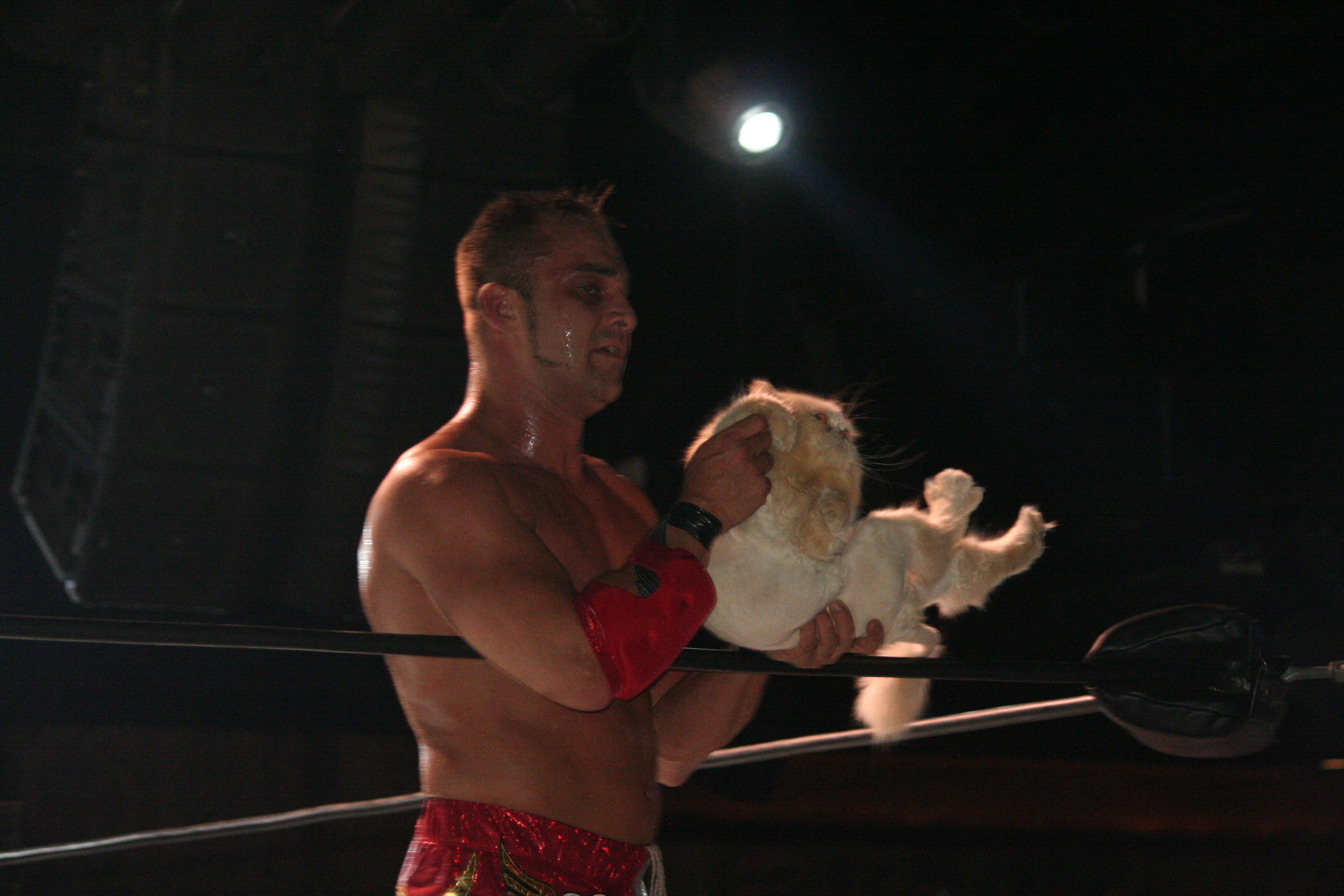
Аннис со своим котом Мистером Мани в 2015 году

Аннис — рестлер в третьем поколении; его отец, Би Джей Аннис, и его дед Стю Харт были рестлерами. У Анниса есть сын Брэдли от его бывшей подруги Ким. Аннис страдает от биполярного расстройства, но не принимает лекарств. Прадед Анниса Гарри Смит также страдал биполярным расстройством, как и его брат Фрэнк.
Аннис был женат на девушке по имени Фэй, и она участвовала в его карьере рестлера, в основном в промоушене Hart Legacy. В 2016 году Аннис и его жена развелись.

### Проблемы с законом
3 декабря 2014 года Королевская канадская конная полиция объявила, что Аннис разыскивается по обвинению в сексуальном насилии в отношении двух женщин. Обвинения были сняты в июне 2016 года. Позже Аннис рассказал о нескольких личных темах, включая обвинения в изнасиловании, в интервью, которое взяли рестлеры Чаки Ти и Трент Баррета в январе 2015 года.
1 января 2017 года Аннис был арестован в Арлингтоне, Техас, и ему были предъявлены обвинения в вождении в нетрезвом виде, уклонении от ареста и угоне автомобиля. Позднее обвинения с Анниса были сняты.
В феврале 2020 года Аннис был арестован в Виргинии и обвинен в хранении контролируемого вещества из списка III с намерением продать или распространить. 4 марта 2020 года Аннис был снова арестован в Виргинии, на этот раз за нарушение условий освобождения под залог, поскольку не оставался под домашним арестом.
26 марта 2020 года Аннис был арестован в Виргинии в третий раз после того, как якобы напал на свою девушку, независимую рестлершу Марию Маник, в доме другого независимого рестлера Эйса Монтаны. Монтана утверждает, что он наставил на Анниса пистолет, чтобы оттащить его от Маник. Затем он вызвал полицию, и Аннис был арестован и обвинен в удушении, повлекшем ранение/телесные повреждения. Он содержался без залога в городской тюрьме Ричмонда до даты суда 22 апреля.
23 октября 2020 года Аннис был арестован в Техасе и обвинен в нанесении увечий инвалиду, уклонении от ареста и хранении контролируемого вещества. Аннис был снова арестован по тем же обвинениям 16 февраля 2021 года, на этот раз в северной Виргинии.

## Титулы и достижения
- Atomic Championship Wrestling
  - Чемпион ACW в тяжёлом весе (2 раза)[19]
- Ballpark Brawl
  - Чемпион в натуральном тяжёлом весе (1 раз)[20][21]
  - Natural Heavyweight Championship Tournament (2004)[22]
- Can-Am Wrestling Federation
  - Чемпион Can-Am в среднем тяжёлом весе (1 раз)
  - Командный чемпион Can-Am (1 раз) — с Майком Макфлаем
- Jersey All Pro Wrestling
  - Чемпион JAPW в тяжёлом весе (1 раз)[23]
  - Чемпион JAPW в полутяжёлом весе (1 раз)
  - Командный чемпион JAPW (2 раза) — с Джеком Эвансом (1) и Хомисайдом (1)[24]
- Juggalo Championship Wrestling
  - Чемпион JCW в тяжёлом весе (1 раз)[25]
- Major League Wrestling
  - Чемпион мира MLW в среднем весе (1 раз)[26]
  - Командный чемпион мира MLW (1 раз)[27] — с Брайаном Пиллманом-младшим и Дэйви Боем Смитом-младшим
  - Рестлер года в MLW (2018)[28]
- National Wrestling Alliance
  - Североамериканский командный чемпион NWA (1 раз) — с Большим Папочкой Ням Ням[29]
- Power Wrestling Alliance
  - Чемпион PWA в первом тяжёлом весе (1 раз)[30]
- Pro Wrestling Illustrated
  - № 197 в топ 500 рестлеров в рейтинге PWI 500 в 2009[31]
- Real Canadian Wrestling
  - Командный чемпион RCW (2 раза) — с Пити Уилсоном (1) и Като (1)[32]
- Stampede Wrestling
  - Международный командный чемпион Stampede (1 раз) — с Брюсом Хартом
- Omega Pro Wrestling
  - Чемпион верхней короны OPW (1 раз)[33]
  - OPW Top Crown Championship Tournament (2007)[34]
- Зал славы канадского рестлинга
  - Персонально[35]
  - С семьёй Харт[35]